# World Heavyweight Championship (WWE, 2002–2013)
World Heavyweight Championship a fost un principal titlu de campion de wrestling profesionist din WWE, fiind titlul suprem din divizia SmackDown și unul din cele două ale WWE-ului, corespondând cu WWE Championship din Raw. Titlul a fost creat în divizia Raw în 2002, după ce ea și SmackDown au devenit divizii diferite în conformitate cu WWE, și s-a mutat de la una la alta de diferite ocazii, în principal ca urmare a draftului. Acesta este unul din numărul de titluri mondiale reprezentate de centura Big Gold Belt. World Heavyweight Championship este pus la bătaie în meciuri de wrestling profesionist.

## Istorie

### Origine
WWE a introdus World Heavyweight Championship în 2002, Triple H devenind campionul inaugural pe 2 septembrie. Cu toate acestea, originea sa este atribuită evenimentelor care au început în National Wrestling Alliance (NWA), o promoție cu diferite filiale. La începutul anilor 1990, World Championship Wrestling (WCW) a fost o filială a promoției NWA. În acest timp, ea folosea NWA World Heavyweight Championship ca titlul ei mondial. WCW World Heavyweight Championship a fost creat în 1991 când recunoașterea i-a fost acordată deținătorului NWA World Heavyweight Championship de atunci, Ric Flair. În 1993, WCW s-a separat de NWA și s-a dezvoltat pentru a deveni un rival de promoție a filialei World Wrestling Federation (WWF) din NWA. Ambele organizații s-au dezvoltat și în cele din urmă au fost implicate într-un război cu audiențe de televiziune numit Monday Night Wars. Spre sfârșitul războiului cu audiențe, WCW a început un declin financiar care a culminat în martie 2001 cu achiziția WCW-ului de către WWF. Ca urmare a cumpărării, WWF a dobândit biblioteca video a WCW-ului, contracte și titluri de campion printre alte bunuri. Unirea wrestlerilor din WCW cu lotul WWF-ului a pornit „The Invasion” care în mod eficient a eliminat treptat numele WCW. Apoi, WCW World Heavyweight Championship a fost unificat cu WWF Championship, titlul mondial al WWF-ului, la Vengeance 2001, în luna decembrie. În cadrul evenimentului, titlul WCW a fost eliminat cu Chris Jericho devenind finalul deținător al acestuia și campionul WWF după ce l-a învins pe The Rock, respectiv Stone Cold. Titlul WWF a fost cunoscut ca Undisputed Championship în wrestlingul profesionist până în septembrie 2002, luna în care a fost creat World Heavyweight Championship, titlul format din WWE (WWF) Undisputed Championship (vedeți secțiunea „Creație” pentru mai multe detalii), succesorul titlului WCW.

### Creație
Până în 2002, lotul WWF-ului a fost de două ori mai mare datorită supraabudenței de contracte cu angajați. Ca urmare a creșterii, World Wrestling Federation a împărțit lotul prin intermediul cele două programe de televiziune principale, Raw și SmackDown!, atribuind titluri de campion și conducători fiecărei divizii. Această expansiune a devenit cunoscută ca Brand Extension. În mai 2002, WWF și-a schimbat numele în WWE (World Wrestling Entertainment). Ca urmare a acestor modificări, WWE Undisputed Championship a rămas vacant. În urma numirii lui Eric Bischoff și Stephanie McMahon ca manageri generali ai Raw-ului, respectiv SmackDown-ului, Stephanie McMahon a contractat apoi cu campionul WWE Undisputed Brock Lesnar pentru divizia SmackDown, lăsând Raw-ul fără un titlu mondial. Pe 2 septembrie 2002, după disputa pentru denumirea mărcii titlului Undisputed, Eric Bischoof a anunțat crearea titlului World Heavyweight Championship. Bischoff i-a acordat titlul lui Triple H datorită adversarului său programat anterior, Brock Lesnar. Imediat după aceea, WWE Undisputed Championship a devenit WWE Championship.

## Modelul centurii
Centura este concepută după Big Gold Belt, o centură iconică care mai înâi a reprezentat WCW și NWA World Heavyweight Championship. Este alcătuită dintr-o curea din piele neagră cu catarame care înconjoară talia wrestlerului care o poartă, și trei piese confecționate din aur. În mijlocul curelei se află o mare piesă din aur care prezintă modelul unei coroane din partea de sus a unui glob aflate în centru. Logo-ul WWE-ului și cuvintele „World Heavyweight Wrestling Champion” care sunt gravate se află in partea de sus a piesei, iar plăcuța care are numele campionului gravat, se află în partea de jos. În plus, întreaga piesă este gravată cu modelul unui fleuron unic care este înconjurat de prețioase pietre roșii. De-a lungul curelei, la ambele capete se află două bucăți laterale mai mici care au același model de fleuron văzut în piesa centrală. Din 19 iulie 2011 până în prezent, pielea din spatele curelei a prezentat o culoare rubinie.

## Posesii
| |  | Text alternativ pentru imaginea din dreapta                                               |
| Randy Orton este cel mai tânăr wrestler din istoria WWE-ului care a deținut World Heavyweight Championship fiind si ultimul campion care a detinut acest titlu. |  | The Undertaker este cel mai vârstnic wrestler din istoria WWE-ului care a deținut titlul. |

Campionul inaugural a fost Triple H, care a fost premiat de Eric Bischoff la ediția Raw-ului din 2 septembrie 2002; Triple H a trebuit să-l înfrunte pe Brock Lesnar pentru WWE Championship, dar odată ce titlul a devenit exclusiv pentru divizia SmackDown, el a devenit recunoscut în scimb ca World Heavyweight Champion. Batista a avut cea mai lungă posesie, prima sa posesie, din 3 aprilie 2005 până pe 10 ianuarie 2006; ea a durat 282 de zile. Prima posesie a lui Jeff Hardy a fost de asemenea cea mai scurtă posesie, cu durata de 3 minute și 8 secunde. Cel mai tânăr campion a fost Randy Orton, câștigând titlul la vârsta de 24 de ani în luna august a anului 2004. Cel mai vârstnic campion a fost The Undertaker care a câștigat titlul pentru a treia oară la vârsta de 44 de ani în 2009. Recordul pentru cele mai multe posesii individuale îi aparține în prezent lui Edge care l-a obținut luând al șaselea titlu de la Kane la TLC: Tables, Ladders & Chairs pe 19 decembrie 2010 și l-a extins la 7 posesii la ediția  SmackDown-ului din 18 februarie 2011 învingându-l pe Dolph Ziggler (mai întâi Triple H a deținut recordul cu 5 victoriii). Christian este campionul curent (a doua posesie), câștigând împotriva lui Randy Orton pe 17 iulie 2011 la evenimentul PPV (pay-per-view) Money in the Bank  prin descalificare. În total au existat 44 de posesii și 20 de campioni.
Retras (2013)
World Heavyweight Championship a fost unificat cu titlul WWE formnad WWE World Heavyweight Championship.